# Patricia Rex
Tuagatagaloa Patricia Rex, Lady Rex QSO (nascida Vatolo; 1918 - 21 de janeiro de 2004) foi uma política de Niue. Esposa do primeiro Premier de Niue, Robert Rex, ela foi, em conjunto, uma das primeiras mulheres eleitas para a Assembleia de Niue. Ela também desenhou a bandeira de Niue.

## Biografia
Nascida Patricia Tuagatagaloa Vatolo, Rex era da vila de Alofi. Em 1941 ela casou-se com Robert Rex e o casal teve quatro filhos.
Rex disputou o eleitorado em toda a ilha nas eleições de abril de 1975 e foi eleita para a Assembleia de Niue, tornando-se uma das primeiras mulheres eleitas para a legislatura ao lado de Lapati Paka. Ela permaneceu membro da Assembleia até perder o seu assento nas eleições de 1993. Rex também desenhou a bandeira de Niue, que foi adotada em 1975.
Nas honras de aniversário da rainha de 1991, Rex foi nomeada Companheira da Ordem de Serviço da Rainha para serviços comunitários.
Rex morreu em Niue em janeiro de 2004.